# Judith Vizuete
Judith Vizuete Recuenco (n. 20 iulie 1995, Granollers, Catalonia, Spania) este o handbalistă din Spania care evoluează pe postul de centru pentru clubul românesc CS Măgura Cisnădie. În sezonul 2020-2021 Vizuete a jucat pentru „U” Cluj iar între 2021 și 2024 a jucat pentru CS Dacia Mioveni 2012.
Vizuete a fost cea mai bună marcatoare a Campionatului Spaniol de Handbal Feminin în sezonul 2018-2019, cu 179 de goluri.

## Statistică goluri și pase de gol

### Goluri în Liga Națională
| Sezon                 | Echipă | Goluri |
| --------------------- | ------ | ------ |
|                       |        |        |
| 2020-21               |        |        |
| „U” Cluj              | 103    |        |
|                       |        |        |
| 2021-22               |        |        |
| CS Dacia Mioveni 2012 | 69     |        |
|                       |        |        |
| 2022-23               |        |        |
| CS Dacia Mioveni 2012 | 51     |        |
|                       |        |        |
| 2023-24               |        |        |
| CS Dacia Mioveni 2012 | 39     |        |

### Goluri în Cupa României
| Sezon                 | Echipă | Goluri |
| --------------------- | ------ | ------ |
|                       |        |        |
| 2020-21               |        |        |
| CS Dacia Mioveni 2012 | 5      |        |
|                       |        |        |
| 2021-22               |        |        |
| CS Dacia Mioveni 2012 | 1      |        |
|                       |        |        |
| 2022-23               |        |        |
| CS Dacia Mioveni 2012 | 10     |        |
|                       |        |        |
| 2023-24               |        |        |
| CS Dacia Mioveni 2012 | 4      |        |